# Rhys ap Griffith

El abrigo de armas de la familia de Rhys

Rhys ap Gruffydd (1508–1531) fue un poderoso terrateniente galés acusado de rebelarse en contra de Enrique VIII por conspirar con Jacobo V de Escocia para convertirse en Príncipe de Gales. Fue ejecutado como rebelde. Estuvo casado con Lady Catherine Howard (b. abt 1499 Ashwellthorpe, Norfolk, Inglaterra), hija de Thomas Howard, Duque de Norfolk y de su segunda mujer Agnes Tilney.

## Primeros años
Rhys era nieto de Rhys ap Thomas, el más poderoso hombre de Gales y aliado cercano de Enrique VII. Rhys era descendiente del rey galés medieval Rhys ap Gruffydd (1132–1197), su tocayo. Su padre, Gruffydd ap Rhys ap Thomas, murió en 1521, dejándole como heredero de su abuelo. En 1524 Rhys se casó con Catherine Howard, hija de Thomas Howard, 2.º Duque de Norfolk.
Como heredero de su abuelo, Rhys esperaba heredar sus propiedades y títulos. Cuándo Rhys ap Thomas murió en 1525, Enrique VIII entregó la mayoría de títulos importantes y poderes a Walter Devereux, Lord Ferrers, provocando un enfrentamiento entre Rhys y Ferrers que escalaría con los años.

## Conflicto con Ferrers
Rhys intentó incrementar su estatus en Gales, solicitando varios puestos al Cardenal Thomas Wolsey. El conflicto potencial con Ferrers se incrementó cuando se concedió a ambos la posibilidad de aumentar el número de seguidores; esto llevó a la aparición de bandas armadas competidoras. La mala sangre entre Rhys y Ferrers llegó a su cénit en junio de 1529 cuando Ferrers hizo una exhibición de su poder durante los preparativos para la Corte Anual en Carmarthen. Rhys, rodeado por cuarenta hombres armados, amenazó a Ferrers con un cuchillo. Rhys fue arrestado y encarcelado en Carmarthen Castle. Su mujer Catherine empeoró la situación al reunir cientos de seguidores y atacar el castillo. Más tarde amenazó al propio Ferrers con una pandilla armada. En el conflicto entre las dos facciones varios de los hombres de Ferrers fueron asesinados. Las facciones continuaron enfrentándose en los meses siguientes, provocando muertes en luchas callejeras y actos de piratería.

## Cargos de traición
Las acciones rebeldes de los seguidores de Rhys provocaron el traslado de Rhys a Londres en 1531. En esta etapa Enrique VIII afirmaba que Rhys intentaba derrocar su gobierno en Gales. Rhys había añadido el título Fitz-Urien a su nombre, en referencia a Urien, el gobernante galés del antiguo reino de Rheged, un personaje de significancia mítica. Los acusadores de Rhys afirmaron que esto era un intento de presentarse como Príncipe de Gales. Se le supuso de estar implicado en un complot con Jacobo V de Escocia para derrocar a Enrique en cumplimiento de antiguas profecías galesas.
Rhys fue condenado por traición y ejecutado en diciembre de 1531. La ejecución causó un desánimo general, y se afirma que era inocente. El escritor contemporáneo Ellis Gruffudd, aun así, argumentaba que la arrogancia de la familia de Rhys familia había causado su caída, diciendo que "muchos hombres consideraron su muerte como una retribución divina por la falsedad de sus antepasados, su abuelo, y bisabuelo, y por sus opresiones e injusticias. Tenían una maldición profunda de las personas pobres que era sus vecinos, por privarles de sus casas, tierras y riquezas."
El historiador Ralph Griffith afirma que "la ejecución de Rhys...fue un acto del asesinato judicial basado en cargos diseñados para convenir a la situación política y dinástica prevaleciente". Al estar vinculado con los intentos de Enrique por centraliza el poder y romper con la iglesia de Roma,  argumenta que "retrospectivamente hizo a [Rhys] uno de los primeros mártires de la Reforma Inglesa." Se cree que Rhys se oponía a la Reforma y que había hablado despectivamente de Ana Bolena. También haya sido amistoso con Catalina de Aragón y el Cardenal Wolsey, así que librarse de Rhys ayudaba a Enrique a preparar el terreno para la Reforma. La ejecución provocó el miedo a una rebelión galesa. Un clérigo estuvo preocupado de que galeses e irlandeses se unieran.

## Familia
A su muerte, las vastas posesiones de Rhys pasaron a manos de la corona. Sus hijos son conocidos por el apellido anglificado "Rice". A su hijo, Griffith Rice (c.1530–1584), se le restauraron algunas de las propiedades familiares por la Reina María. Su hija Agnes Rice tuvo un sonado affair con William Stourton, 7.º Barón Stourton, y frente a los derechos de su viuda e hijos,  heredó muchas de las propiedades de Stourton tras su muerte. Se casó posteriormente con Sir Edward Baynton, y tuvo hijos, tanto con William como con Edward.